# Beyond: Two Souls
A Beyond: Two Souls egy interaktív dráma akció-kalandjáték PlayStation 3 konzolra, amelyet a francia Quantic Dream fejlesztett. A játék két főszereplőjének szinkronhangját Ellen Page és Willem Dafoe kölcsönözte. A Beyond: Two Souls 2013. október 8-án jelent meg Észak-Amerikában, október 9-én Ausztráliában, október 11-én Európában és október 17-én Japánban. A játék magyarországi forgalmazója a Magnew magyar felirattal jelentette meg azt.

## Fejlesztés
David Cage, a Quantic Dream vezérigazgatója a Sony 2012-es Electronic Entertainment Expo sajtótájékoztatóján mutatta először be a játékot. A rendezvény alatt egy a játék képsoraiból összevágott előzetest mutattak be. Ellentétben a Heavy Rainnel, a Quantic Dream előző játékával a Beyond: Two Souls nem kompatibilis a PlayStation Move mozgásérzékelős irányítóval. Ellen Page szinkronszínésznő elmondása szerint a játék forgatókönyve körülbelül 2000 oldalas. Cage korábbi játékaihoz hasonlóan a Beyond: Two Souls fejlesztés során is nagy hangsúlyt fektettek az érzelmes történetmesélésre.
A Beyond: Two Souls volt Normand Corbeil zeneszerző utolsó munkája, aki 2013. január 25-én hasnyálmirigyrákban elhunyt. Corbeil halála után Lorne Balfe vette át a helyét, aki korábban az Assassin’s Creed III zenéjét is szerezte. Balfe-hoz 2013 augusztusában csatlakozott Hans Zimmer is.